# Apsilochorema kinabalu
Apsilochorema kinabalu är en nattsländeart som beskrevs av Weaver och Huisman 1992. Apsilochorema kinabalu ingår i släktet Apsilochorema och familjen Hydrobiosidae. Inga underarter finns listade i Catalogue of Life.